# Inger Strömbom
Inger Elisabet Strömbom, född 29 september 1948 i Byske församling, Västerbottens län, är en svensk politiker (kristdemokrat). Hon var ordinarie riksdagsledamot 1998–2002, invald för Stockholms läns valkrets.
I riksdagen var hon ledamot i näringsutskottet 1998–2002. Hon var även suppleant i EU-nämnden, konstitutionsutskottet, sammansatta konstitutions- och utrikesutskottet och valprövningsnämnden.